# Club Bàsquet Puig d'en Valls Ibiza
Il Club Bàsquet Puig d'en Valls è una società spagnola femminile di pallacanestro di Santa Eulària des Riu, fondata nel 1995.